# Vågmär
Vågmär (Trachipterus arcticus) är en djuphavsfisk bland vågmärfiskarna som liksom sillkungen tillhör de glansfiskartade fiskarna. Den förekommer i norra Atlanten.

## Utseende
Vågmären är långsträckt och tillplattad med en längd upp till 3 meter. Den är silverblänkande och med en röd ryggfena som löper längs med hela ryggen som ett rött band.

## Utbredning
Vågmären lever pelagiskt i norra Atlanten. Den påträffas varje år i Norge och har påträffats vid ett tjugotal tillfällen i Sverige på västkusten.

## Levnadssätt
Vågmären är en djuphavsfisk som lever på 500 till 600 meters djup. Den simmar med slingrande rörelser. Kommer den upp på grunt vatten så dör den. Den blir könsmogen vid cirka 14 års ålder och honan lägger cirka 500 000 ägg under lektiden på våren.